# 송곡초등학교 (경기)
송곡초등학교는 대한민국 경기도 이천시 모가면 송곡리에 있는 공립 초등학교이다.

## 학교 연혁
- 1941년 4월 30일 송곡공립국민학교 개교
- 1973년 4월 26일 6개 교실 개축
- 1983년 3월 7일 병설 유치원 개원
- 1985년 3월 1일 제17대 김계린 교장 부임
- 1996년 3월 1일 송곡초등학교로 교명을 바꿈
- 2003년 3월 1일 특수학급 1학급 편성
- 2004년 10월 29일 역사관, 컴퓨터실, 과학실, 교장실 증축
- 2006년 3월 1일 재택학급 1학급 편성
- 2018년 9월 1일 제28대 이영란 교장 부임
- 2019년 2월 1일 제74회 졸업식(10명, 누계 4244명)
- 2020년 1월 9일 제75회 졸업식(4명, 누계 4248명)

## 참고 자료
- 송곡초등학교 - 한국교육학술정보원 학교알리미